# موریس دو گرن
موریس دو گرن (به فرانسوی: Maurice de Guérin) نویسنده و شاعر قرن نوزدهم میلادی اهل فرانسه است.